# 阿巴尧省
阿巴尧省（Apayao Province）位于菲律宾吕宋岛北部，是科迪勒拉行政区的一个省，成立于1995年，人口约10万（2000年），首府卡布高。